# 39Н6 «Каста-2Е2»
Каста-2Е2 (Індекс ГРАУ: 39Н6, за класифікацією НАТО — Flat Face E) — російська рухома маловисотна трикоординатна станція радіолокації дециметрового діапазону кругового огляду режиму чергування. Призначена для контролю повітряного простору, визначення координат та розпізнавання повітряних цілей, у тому числі на гранично малих висотах, їх трасових характеристик та видачі їх координат та параметрів руху на системи управління ППО (РТВ, ЗРВ, ІА), ВПС та військового ППО, при цьому одночасно на двох споживачів по радіоканалах та/або кабельній лінії зв'язку, а на ще одного - з цифро-аналоговим сполученням. Третя координата (висота польоту цілі) оцінюється виходячи з виявлення цілі у нижньому промені, у верхньому промені чи обох; точність оцінки висоти польоту винищувача (в середньому для всіх висот та дальностей) - 900 м. Може також використовуватися як РЛС управління повітряним рухом та контролю повітряного простору в аеродромних зонах.

## Склад
До складу станції радіолокації входять:
- Апаратна машина №1;
- Антенна машина №2;
- Дизель-електростанція (машина №3);
- Причіп кабельного укладання.

РЛС оснащується НРЗ «Вопросник» 6440, що працює одночасно як у системі РЛГО «Пароль-4» (7-му діапазоні хвиль), так і в режимах систем ATC RBS та IFF Mk XA/XII. ЕОМ РЛС забезпечує як комплексування даних первинної та вторинної радіолокації (включаючи польотну інформацію), так і управління розпізнаванням цілей у призначеній основній одній із систем («Пароль-4» або Mk XA/XII).

## Застосування

### Російсько-українська війна
Докладніше:  Російсько-українська війна (з 2014) та Російське вторгнення в Україну (з 2022)
Росія розмістила (станом на 15.02.2022) РЛС «Каста-2Е2», яку приведено у робочий стан, за 11 кілометрів від кордону України, біля Харківської області для контролю повітряного простору.
13 лютого 2024 року поблизу російсько-українського кордону спецпризначенці групи ГУР МО України завдали ударів по російській РЛС «Каста-2Е2».
14 серпня 2024 року військові контррозвідники із 13 Головного управління Служби Безпеки України у співпраці із ЗСУ у Запорізькій області, вистежили та скоригували вогонь по російській РЛС дальнього виявлення 39Н6 «Каста-2Е2». Фактично ця радіолокаційна станція була «очима» російської ППО, яка контролювала повітряний простір. Її ховали в тилу, ретельно маскував і часто передислоковували.